# Masters of the Universe
För andra betydelser, se Masters of the Universe (olika betydelser).
Masters of the Universe (MOTU) är en serie som utkommit i flera versioner sedan 1981, som leksaker, tecknade serier, tecknade TV-serier, film och datorspel. Huvudfigurerna är, grovt räknat, He-Man och Skeletor på planeten Eternia. Roger Sweet påstår sig ha skapat He-Man och MOTU, även om Mattel inte officiellt bekräftat detta. De tidigaste böckerna och mycket av den ursprungliga bakgrunden skrevs av Donald F. Glut.

## Versioner

### Miniternia: de ursprungliga miniserierna (1981-1983)
Serien innehåller flera olika versioner. De ursprungliga actionfigurerna kom med tecknade serier som förklarade deras ursprung. I de tidigaste är He-Man en barbar och Eternia en civilisation som förstörts efter ett stort krig, även om kriget efterlämnat sig flera vapen. En interdimensionell port öppnas och Skeletor kan tas sig till Eternia, där han anfaller Castle Grayskull. För att hindra Skeletor har He-Man fått speciella krafter och vapen av Sorceress of Castle Grayskull. He-Man får hjälp av flera karaktärer, som den eterniske vapenmästaren Man-At-Arms hans adoptivdotter Teela. Skeletor lyckas finna ena halvan av Power Sword, som även är nyckeln till Castle Grayskull. He-Man har fått den andra halvan av Sorceress of Castle Grayskull, och måste skydda Skeletor från att skaffa båda delarna och på så vis komma in i Castle Grayskull. Dessa miniserier kallas 'Mini-eternia' eller Mineternia.

### DC-serierna 1982-1983
Strax efter att actionfigurerna släppts, började DC Comics publicera egna tecknade serier. I dessa serier etablerades koncept som Eternia som kungarike, lett av kung Randor (kallad kung Miro i tidiga medverkanden) och drottning Marlena. I denna serie har He-Man en hemlig identitet: prins Adam, son till Eternias härskare. Prins Adam väljs ut av Sorceress of Castle Grayskull och ger honom förmågan att bli He-Man för att skydda Eternia. Hans hemliga identitet är hemlig för alla utom Sorceress of Castle Greyskull och Man-At-Arms. Karaktärerna introducerades i DC Comics Presents #47, där Stålmannen transporteras till Eternia och ger sig ut på äventyr med He-Man, och återkommer senare.

## Animerad TV-serie 1983-1985
Denna serie producerades av Filmation Studios och innehöll 130 episoder. Serien He-Man and the Masters of the Universe. Serien ledde även till debatter om tecknat våld. Serien var en av de första tecknade att produceras direkt för syndikering. De flesta andra tecknade TV-serier som sändes i syndikering vid denna var repriser av serier som visades på lördagsmornarna.

## Animerad TV-serie "She-Ra: Princess of Power" (1985-1987)
She-Ra: Princess of Power, som är en fortsättning på 1983 års TV-serie, innehåller även He-Mans syster She-Ra. Den sändes 1985-1987 och innehåller 93 avsnitt.

## Marvel Star-serier
1986 gjorde Marvel Comics, genom sin underetikett Star Comics, nya tecknade serier. Bara 13 nummer utkom. Här introducerades Hordak och actionfigurer och fordon som släppts som leksaker efter att Filmations TV-serie upphört. Här fanns bland annat berättelsen Life-Time, inspirerad av filmen Livet är underbart från 1946, där prins Adam tvivlar på sin framtid som He-Man då han förs till en dystopisk framtidsversion där han inte blir He-Man, och Skeletor lyckats erövra Eternia.
Även 1987 års film adapterades. I filmen visas dock inte en scen där man på Castle Grayskull ser "Starfinder 5. July 10 2221", vilket visar att i denna version är de humanoida eternierna ättlingar till jordlingar efter ett amerikanskt rymdfärdsuppdrag. I 1983 års tecknade TV-serie nämns i två avsnitt av drottning Marlena var en rymdpilot från Jorden som kraschlandade på Eternia och bara rymdfarkosten var futuristisk, och barnen i He-Man and She-Ra: A Christmas Special kom också från Jorden men inget där visade på att de kom från "framtiden".

### Senare miniserier (1985-1987)
Då Hordak introducerats började miniserierna utvecklas i samma riktning som den tecknade TV-serien She-Ra. Dock höll man sig främst till Eternia, medan den i TV-serien ofta förekommande planeten Etheria har bara var platsen där Hordak hade sin huvudbas.
Hordak hade tidigare blivit besegrad av sin elev Skeletor och ivägskickad från Eternia. Han återvänder och försöker erövra Eternia, och allierar sig med Skeletor även om han planerar att slutligen förinta även honom. Hordak möter motstånd från He-Man.
I King of the Snakemen upptäcker Skeletor kung Hiss i Snake Mountain. Han har erövrat många planeter innan han anföll Eternia. Stora delar av planeten föll i händerna på Snakemen innan de besegrades av "Council of the Elders" och bannlystes. Kung Hiss försöker nu återhämta sina Snake Men och hämnas.
Även detaljer om Eternias historia avslöjas här, bland annat om "The Three Towers" - "Grayskull Tower", en symbol för godhet, "Viper Tower", en symbol för ondska, och "Central Tower" som en symbol för den ultimata kraften. Den stora strukturer reser från marken av kung Hiss och Skeletor och blir en viktig plats i flera äventyr då He-Man försöker hindra alla tre skurkar från att få reda på tornens hemligheter. Samtidigt görs flera upptäckter.
Hordak förklarar sig ha hjälpt till att bygga Central Tower. Samtidigt hjälper Sorceress of Castle Grayskull kung Randor att leta efter hans bror Keldor, borta sedan länge. Skeletor försöker stoppa sökandet och det misstänks men bekräftas inte att Keldor nu går under namnet Skeletor.
Sorceress of Castle Grayskull tar även He-Man genom en tidsportal till Eternias förgångna tid.

### The Powers of Grayskull
Eternias historia, kallad "Preternia", är basen för de leksaker som sedan kom, med titeln The Powers of Grayskull. Dock släpptes bara några få leksaker. Huvudberättelserna kommer från den sista miniserien The Powers of Grayskull - The Legend Begins!, som skulle kommit ut i tre delar men bara kom ut i en.
Eternia var i sin tidiga historia befolkad av bland annat cybernetiska dinosaurier och jättar. Då Sorceress of Castle Grayskull och He-Man anländer till Eternias tidiga historia, följda av Skeletor, ser de kung Hiss leda ett anfall mot en by för att driva ut de "The Elders" med hjälp av de cybernetiska dinosaurierna. He-Man måste dock klä ut sig för att det inte skall påverka framtiden. En främling sänder senare Snake-Men tillbaka till deras bas och de tidsresande till sin tid. Sorceress of Castle Grayskull säger att denne främling var tidernas störste trollare, och He-Man undrar vem han var.
Inget mer förklaras, och inte heller hur jättarna som släpptes som actionfigurer passar in i historien. Dock gav andra källor vidare information.
Den okände var He-Ro, en förfader till He-Man. Han uppfostrades av sin mentor Eldor och upptäckte speciella krafter i en grotta, och ledde striden mot Snake Men. Enligt miniseriernas skapare skulle huvudskurken vara Keldor, som skulle vara He-Mans farbror och senare gå under namnet Skeletor. Även om Keldor skulle varit den onämnde som kung Hiss hjälpte är oklart.

## 1987 års spelfilm
En spelfilm vid namn He-Man and the Masters of the Universe (svenskspråkig titel: He-Man - universums härskare) gjordes av Cannon Films och hade biopremiär i USA den 7 augusti 1987. I denna film spelades He-man av Dolph Lundgren.
Många jämförde den med TV-serien, men den är egentligen en adaption av de första versionerna (där He-Man beskrivs som en barbar och varken prins Adam eller Orko förekommer. Ed Pressman visade intresse redan för TV-serien sändes och Filmation var inte inblandade i filmen.
En uppföljare skulle haft premiär men 1989 hade Cannon Films ekonomiska problem och kunde inte betala licensavgifter till Mattel och skriptet överfördes till actionfilmen Cyborg (med bland andra Jean-Claude Van Damme).

## The New Adventures of He-Man (1990-1991)
1990-1991 sändes en ny tecknad TV-serie, The New Adventures of He-Man, där He-Man och Skeletor möts på den futuristiska planeten Primus men den blev aldrig lika populär som den ursprungliga och upphörde efter bara en säsong.

## Animerad TV-serie 2002
Efter att fenomenet länge varit borta, producerades en ny animerad TV-serie som ursprungligen sändes i Cartoon Network under perioden 1 augusti 2002-10 januari 2004. Få leksaker hann släppas, och på grund av svagt intresse bland tittarna upphörde serien efter bara två säsonger.

## Leksaker
De första leksakerna utkom 1981.

## Spel
- The Power of He-Man
- The Arcade Game
- The Movie
- The Super Adventure
- He-Man: Power of Grayskull
- He-Man: Defender of Grayskull
- He-Man: The Most Powerful Game in the Universe[3]

## Masters of the Universe utanför USA
I Storbritannien visades He-Man and the Masters of the Universe i ITV i deras Children's ITV från den 5 september 1983. Den sändes dock där bara en gång i veckan, och avslutades där inte förrän 1988. Moralinslagen direkt efter avsnitten togs bort. ITV var här förbjudna att visa reklam för actionfigurerna i samband med serien. ITV var den enda markbundna TV-kanalen i Storbritannien att sända serien, och det var inte alltid det skedde i rätt ordning. Children's ITV avbröt sändningarna i mitten av 1990, då repriser visades på morgonen under skollov. Istället övergick man till The New Adventures of He-Man under 1991. För en kort tid visades serien även i satellit-TV-kanalen The Children's Channel (TCC). I samma kanal sändes även The New Adventures of He-Man i flera omgångar under perioden 1991-1995. Sedan dess har ingen av de ursprungliga TV-serierna sänts i någon TV-kanal i Storbritannien.
Serien dubbades även till flera språk. De flesta var direkta översättningar:
- På svenska finns 1983 års TV-serie i tre dubbningar, utförda av VDC, Mediahuset och Media Dubb medan 2002 års TV-serie bara finns i en version.
- På franska kallas He-Man för "Musclor", men signaturmelodins text ändrades inte och texten "and the Masters of the Universe" togs bort, vilket den inte gjorde i de flesta andra dubbningarna.
- På tyska gjordes två olika dubbningar, en för TV och en för VHS. Båda kallas dock "He-Man und die Meister des Universums" även om He-Mans röst i VHS-versionen är helt olika TV-dubbningar. Dubbningen på tyska är också noterbar för att Sorceress of Castle Grayskull hela tiden kallas "Zoar", vilket mer korrekt är namnet hon går under som falk. Dubbningen till tyska är också den enda då nya inspelningar för Cringers ljud gjordes. Då serien 2002 visades i repris kallades den "He-Man - Tal der Macht" (He-Man - Maktens dal). I Tyskland blev He-Man också populär som radioteater med 37 avsnitt.
- Dubbningen till italienska har ett unikt skratt för Skeletor, som låter mer "häx-likt". Detta hade skapats genom att mixa med det gamla och inte överdubbningar och det gamla skrattet kan fortfarande höras i introt. She-Ra kallas ibland här Sheila.
- På spanska fanns hela signaturmelodin, med tillagd text. I stället för att under förvandlingsscenerna säga "I have the power" säger He-Man "Yo soy He-Man" (Jag är He-Man). Liknande förekommer i signaturmelodin för "She-Ra" där hon också säger "Yo soy She-Ra" (Jag är She-Ra) och inte "I have the power". Under avsnitten säger He-Man "Ya tengo el poder" (Nu har jag styrkan).
- På finska hade 1983 års TV-serie undertitlar för både TV och VHS men dubbades inte. Orsaken anses ha varit brist på dubbningsföretag vid den tiden (många andra tecknade TV-serier hade bara undertitlar i slutet av 1980-talet). Dessutom, då TV-avsnitten sändes i MTV3 (som vid sin tid hade undertitlar på de flesta av sina importerade TV-program riktade till en yngre publik) fanns brist på resurser (då YLE dubbat TV-program riktade till en yngre publik sedan 1970-talet). TV-serien The New Adventures of He-Man 1989-1991 dubbades delvis för VHS-släpp. 2002 års TV-serie dubbades helt.

Den här artikeln är helt eller delvis baserad på material från engelskspråkiga Wikipedia.

### Fotnoter
1. ↑  Magnus D. Johansson (14 november 2010). ”The Powers of Grayskull”. Popkorn. http://www.popkorn.nu/lekcenter/pog.html. Läst 15 juli 2016.
2. ↑  ”Interview with Steven Grant”. He-Man.org. Arkiverad från originalet den 13 december 2006. https://web.archive.org/web/20061213030633/http://www.he-man.org/site_sects/special_features/opening_the_vault/support_files/thevault_grant.shtml. Läst 14 februari 2007.
3. ↑  feber.se He-Man: The Most Powerful Game in the Universe